# Фадьюкуда
Фадьюкуда (также Фадью-Куда) — река в России, на полуострове Таймыр, левый приток Верхней Таймыры. Протекает в ненаселённой местности Таймырского Долгано-Ненецкого района Красноярского края. Длина реки 134 км, площадь бассейна 2290 км².
Река стекает с Топографической гряды гор Бырранга на высоте более 300 м над уровнем моря. От истока преимущественно течёт на юго-запад по горной тундре. Приняв справа ручей Овражный, поворачивает на юго-восток. Пересекает Главную гряду гор Бырранга. В низовьях долина реки расширяется, на берегах равнинный озёрно-болотный ландшафт. Впадает в Верхнюю Таймыру по левому берегу на отметке 5,6 м над уровнем моря, ниже впадения Буотанкаги, в 133 км от устья Верхней Таймыры. Ширина перед устьем составляет 120 м при глубине 1,4 м, скорость течения в низовьях — 0,6 м/с. 

## Основные притоки
Указаны поименованные притоки длиной 30 км и более
| Название   | Расстояние от устья | Длина | Положение |
| ---------- | ------------------- | ----- | --------- |
| Бафи       | 13                  | 58    | правый    |
| Останцовая | 76                  | 46    | левый     |

## Данные водного реестра
По данным государственного водного реестра России и геоинформационной системы водохозяйственного районирования территории РФ, подготовленной Федеральным агентством водных ресурсов:
- Бассейновый округ — Енисейский
- Речной бассейн — Нижняя Таймыра
- Речной подбассейн — нет
- Водохозяйственный участок — Нижняя Таймыра (включая озеро Таймыр) и другие реки бассейна Карского моря от западной границы бассейна реки Каменная до мыса Прончищева
- Код водного объекта — 17030000112116100148153